# Дмитровка (Никопольский район)
Дми́тровка (укр. Дмитрівка) — село,
Дмитровский сельский совет,
Никопольский район,
Днепропетровская область,
Украина.
Код КОАТУУ — 1222981001. Население по переписи 2001 года составляло 829 человек.
Является административным центром Дмитровского сельского совета, в который, кроме того, входят сёла
Борисовка и
Привольное.

## Географическое положение
Село Дмитровка находится в балке Пугачева по которой протекает пересыхающий ручей с запрудами.
На расстоянии в 4 км расположены сёла Борисовка и Привольное.
Через село проходят автомобильные дороги Т-0435 и Т-0809.

## История
Село основано в 1857 году переселенцами из села Дмитровки Курской губернии.

## Экономика
- «Агро-Днепр-Никополь», ООО.

## Объекты социальной сферы[3]
- Школа I—II ст.
- Фельдшерско-акушерский пункт.
- Сельский клуб.